# Círculo de Bellas Artes
Pour les articles homonymes, voir Bellas Artes.
Le Círculo de Bellas Artes (CBA) de Madrid (en français : « Cercle des Beaux-Arts ») est un centre culturel privé sans but lucratif, situé à Madrid, en Espagne.

## Situation
Il est situé au numéro 42 de la rue d'Alcalá, à l'angle avec la rue du Marquis de Casa Riera, dans un édifice art déco achevé en 1926.

## Fonctions
Plusieurs disciplines y sont mises à l'honneur, en particulier les arts plastiques, la photographie et les arts du spectacle, mais également des activités relatives à la science, la philosophie et la littérature.
Il abrite des espaces d'exposition, un cinéma, un théâtre, des salles de concert et de conférences, des ateliers d'artistes, une bibliothèque, un café, une boutique et de nombreuses autres installations. Chaque jour, il organise des activités liées aux arts visuels, à la musique, au cinéma, au théâtre, à la littérature, à la science, à la philosophie et à la poésie.
Depuis sa création, cette institution a apporté des contributions importantes à la création, à la diffusion et à la gestion culturelle, obtenant une reconnaissance internationale et devenant l'un des principaux centres culturels privés d'Europe. En octobre 2020, elle est devenue membre de l'Alliance européenne des académies.

## Histoire
Le CBA est fondé en avril 1880 par quelques artistes voulant originellement créer un club où ils pourraient exposer et vendre leurs œuvres. Juan Martínez de Espinosa en est le premier président. Le nombre de ses membres augmente rapidement et le club devient une société. L'organisation fait fortune dans ses premières années grâce aux jeux de hasard.
Au début du XXe siècle, plusieurs personnalités de la vie culturelle madrilène font partie de la direction du CBA, à l'instar de Jacinto Benavente.
À cette époque déjà, de jeunes élèves qui deviendront d'importants artistes s'y rendent, comme Pablo Picasso, tandis que d'autres, comme Ramón María del Valle-Inclán, fréquentent ses salons.
En 1921, le CBA devient « Centre de protection des beaux-arts et d'utilité publique ».
Le président change plusieurs fois de siège social pour finalement l'installer en 1926 dans l'édifice actuel, œuvre d'Antonio Palacios inaugurée par le roi Alphonse XIII.
La guerre civile entraîne la suspension de ses activités, et le CBA devient un lieu de détention du CPIP (Comité provincial d'investigation publique) — ce que l'on appelait une checa. Après le conflit, c'est aussi là que s'installe pendant un temps le siège du Service extérieur de la Phalange (es).
Ce n'est qu'en 1983 que le CBA est refondé grâce à l'Association des artistes plasticiens. Depuis cette date, il s'est ouvert au public madrilène et aux courants culturels internationaux.
En 1981, l'édifice est déclaré monument historique artistique national et bien d'intérêt culturel.
Dès la fin du XIXe siècle, le CBA comptait les « ateliers libres », des espaces alternatifs de pratique artistique, fonctionnant de manière totalement indépendante et en dehors des écoles officielles. Plus tard, en 1983, encouragés par d’éminents artistes liés au conseil d’administration présidé par Martín Chirino, furent créés les Ateliers d'art contemporain (Talleres de Arte Actual), avec pour objectif de retrouver l’esprit des ateliers du Quattrocento en tant qu’espaces libres de création. Dans ces ateliers, des artistes de renom assurent un enseignement durant une période brève et intensive (environ quatre semaines), favorisant l’apprentissage direct et l’expérimentation.

## Architecture
La terrasse située sur le toit est ouverte au public, offrant une vue panoramique de Madrid. Elle est surplombée par la statue de Minerve, déesse romaine de la sagesse et de l'art, le symbole de l'institution.

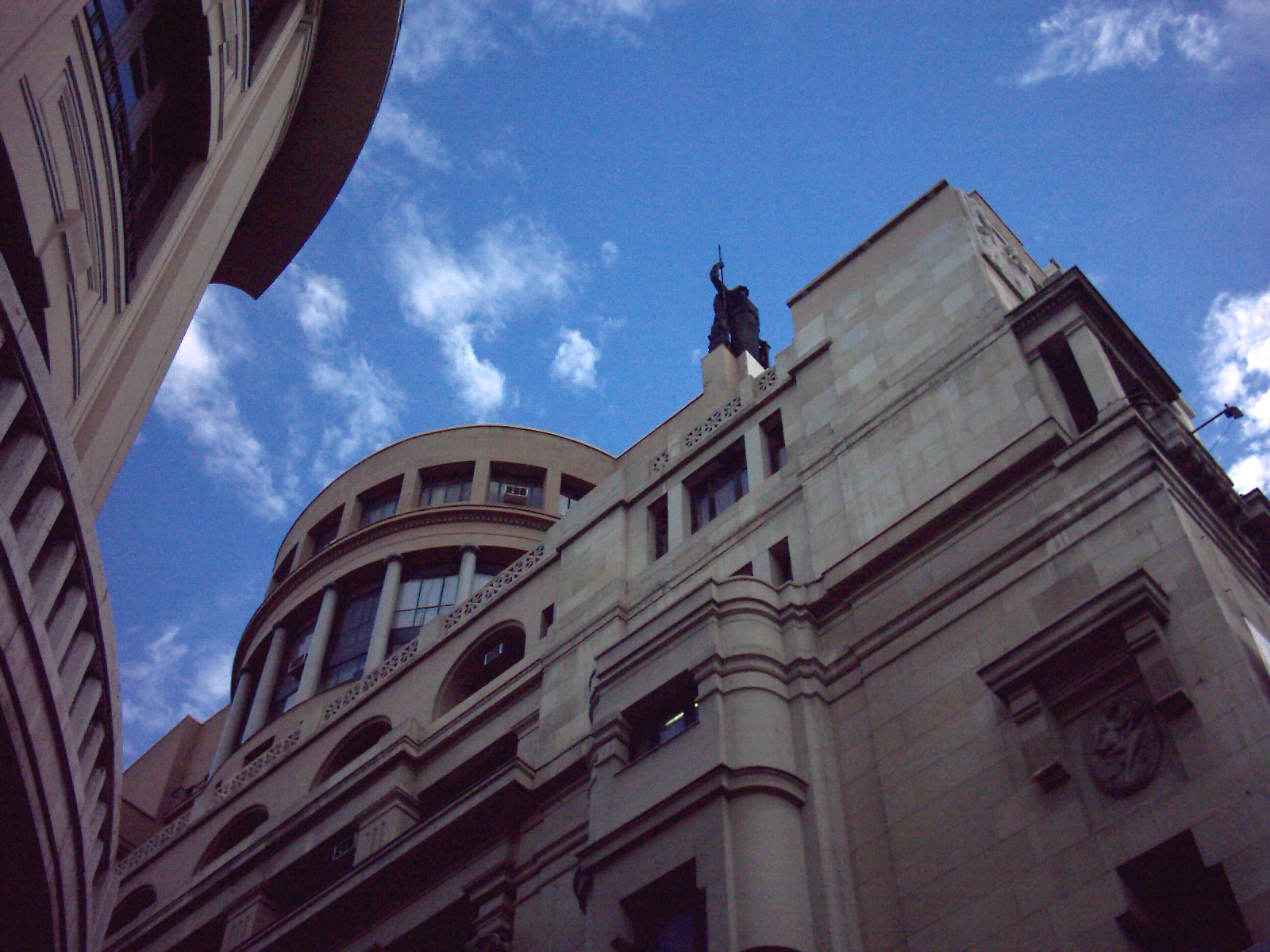
La façade sur la rue du Marquis de Casa Riera.
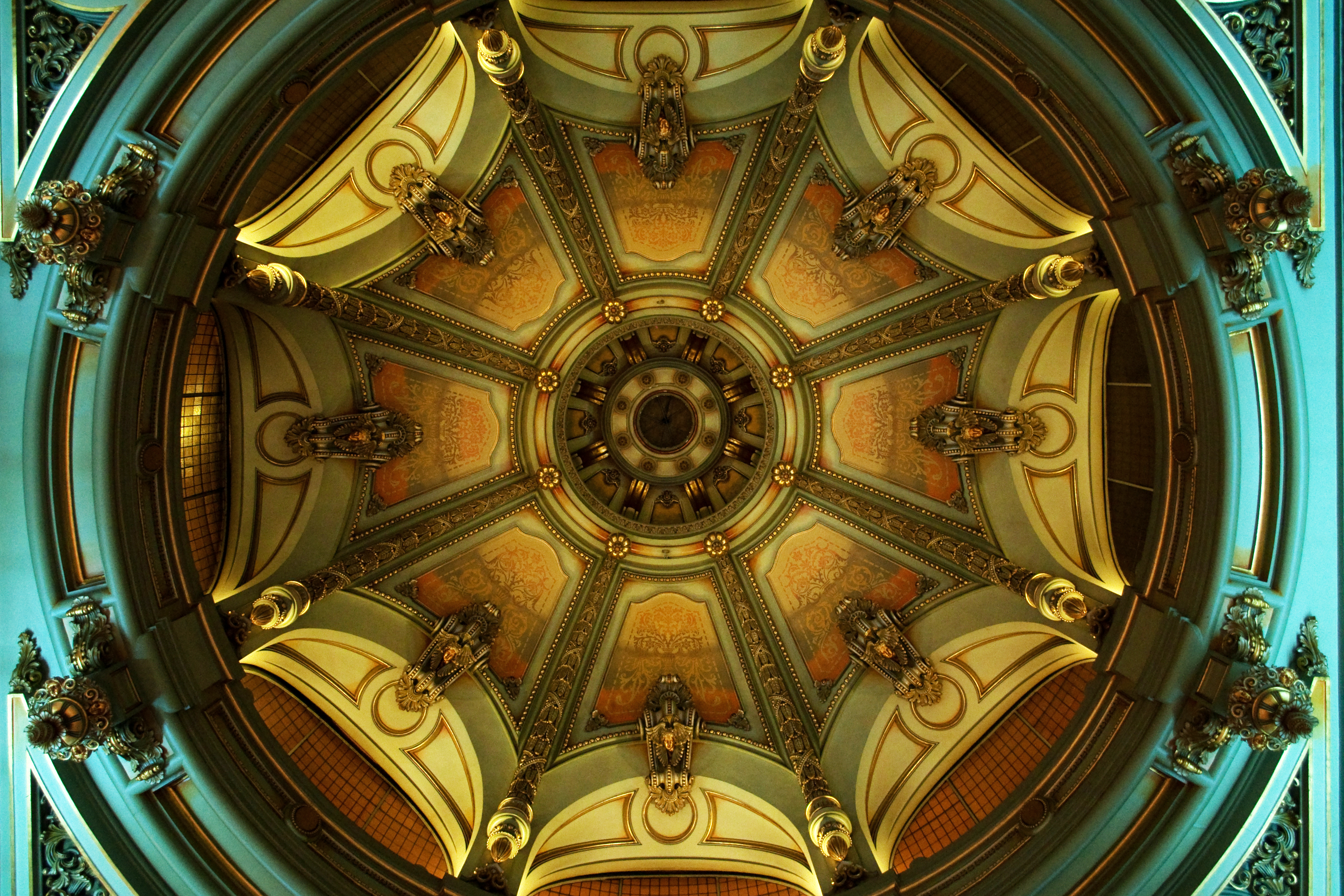
La coupole.
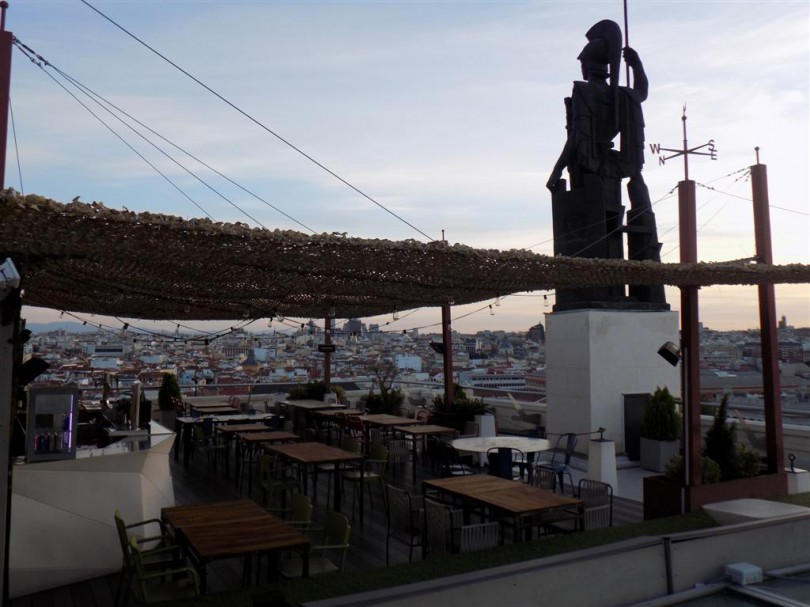
La terrasse sur le toit de l'édifice.
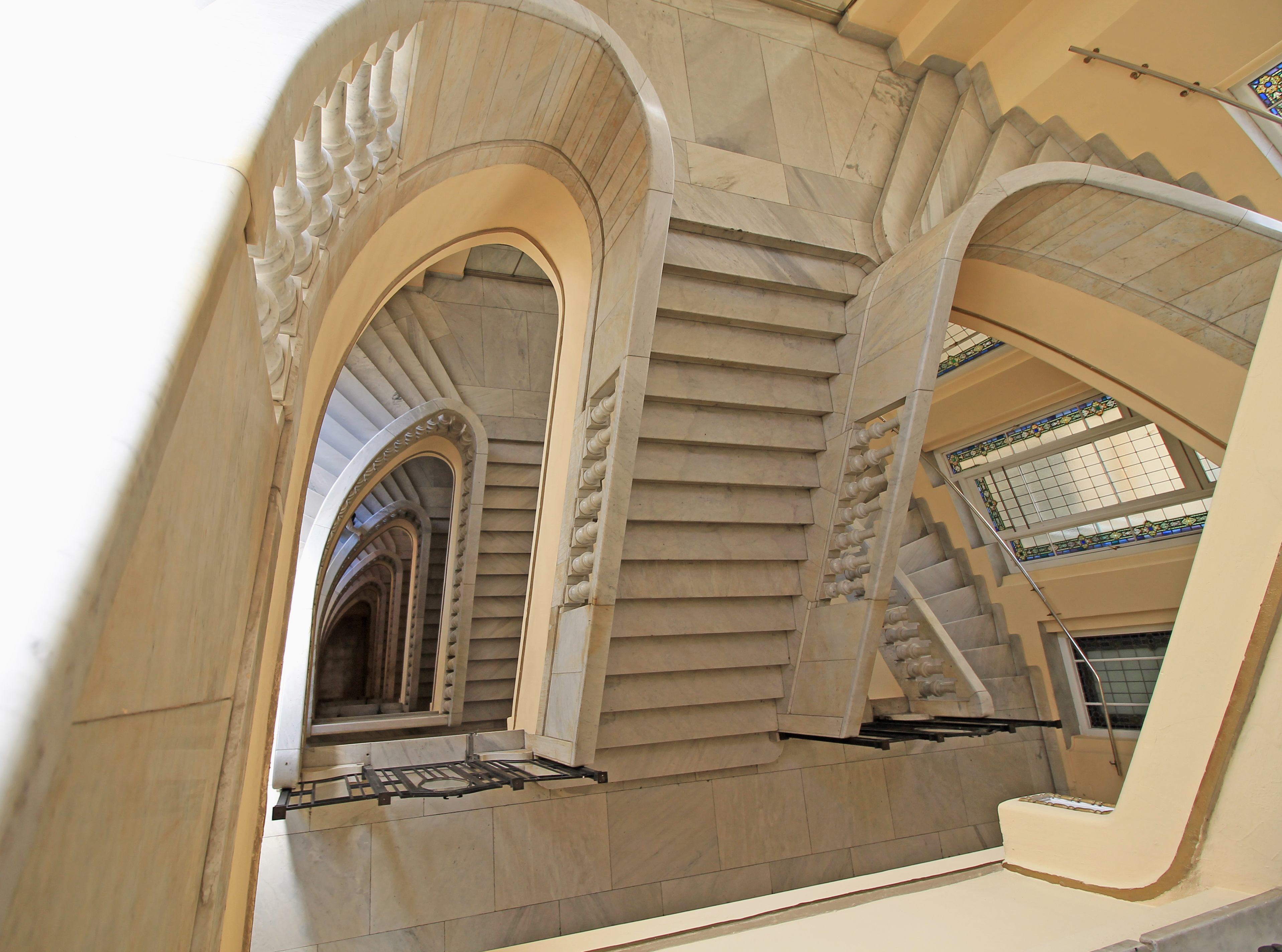
Escaliers intérieurs.
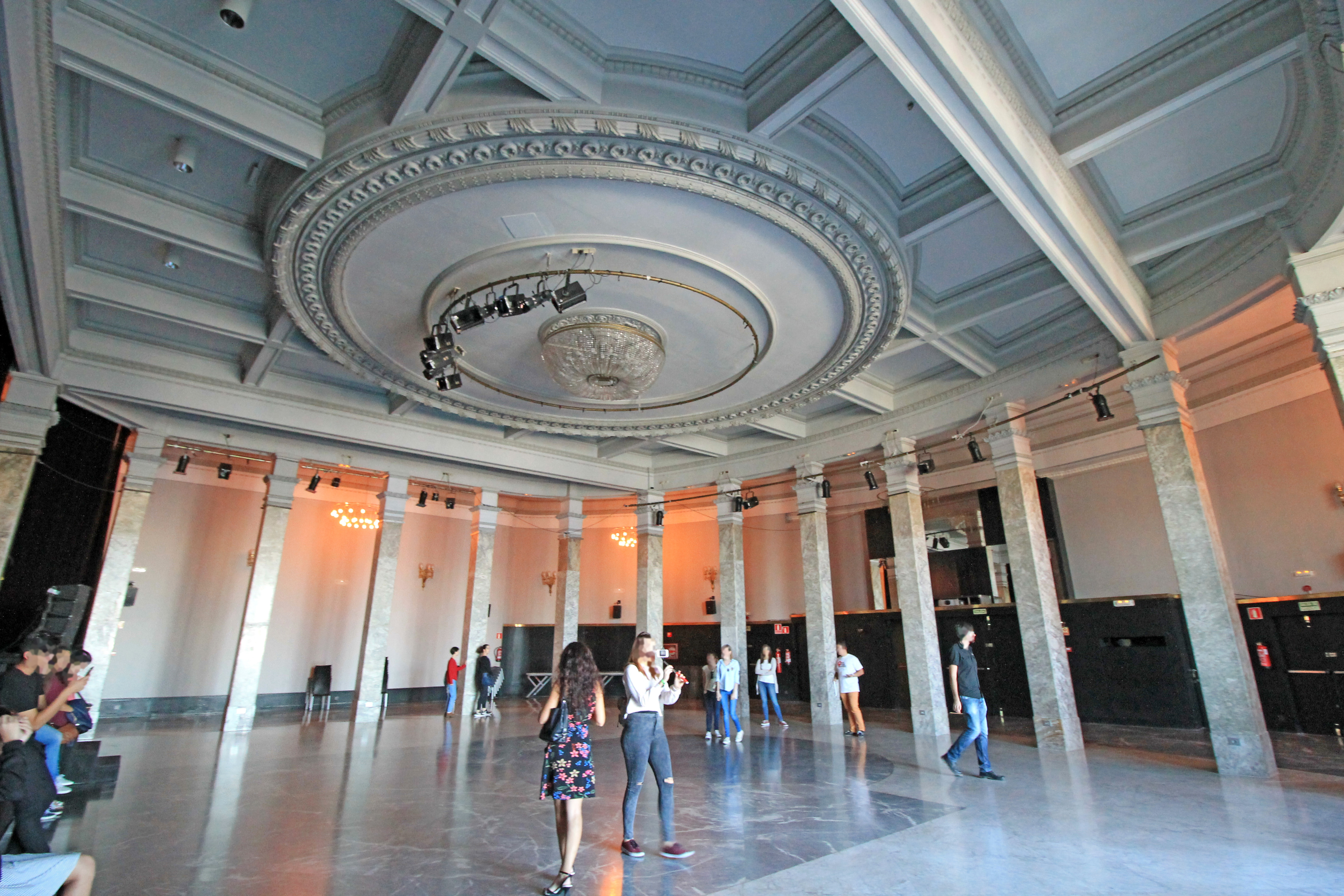
« Salle des colonnes ».

## Tradition et patrimoine
Le bal masqué qui commence à se populariser à Madrid vers 1881 finit par élire officiellement domicile au CBA en 1927. Il est alors l'occasion de développer une activité artistique parallèle, avec des concours d'affiches qui permettent d'élire un artiste qui doit être l'image du CBA de l'année à venir. Le premier élu est le peintre Cecilio Plá. En 1931, le peintre Francisco Ribera Gómez est à son tour choisi. La manifestation est organisée à nouveau depuis 1984.

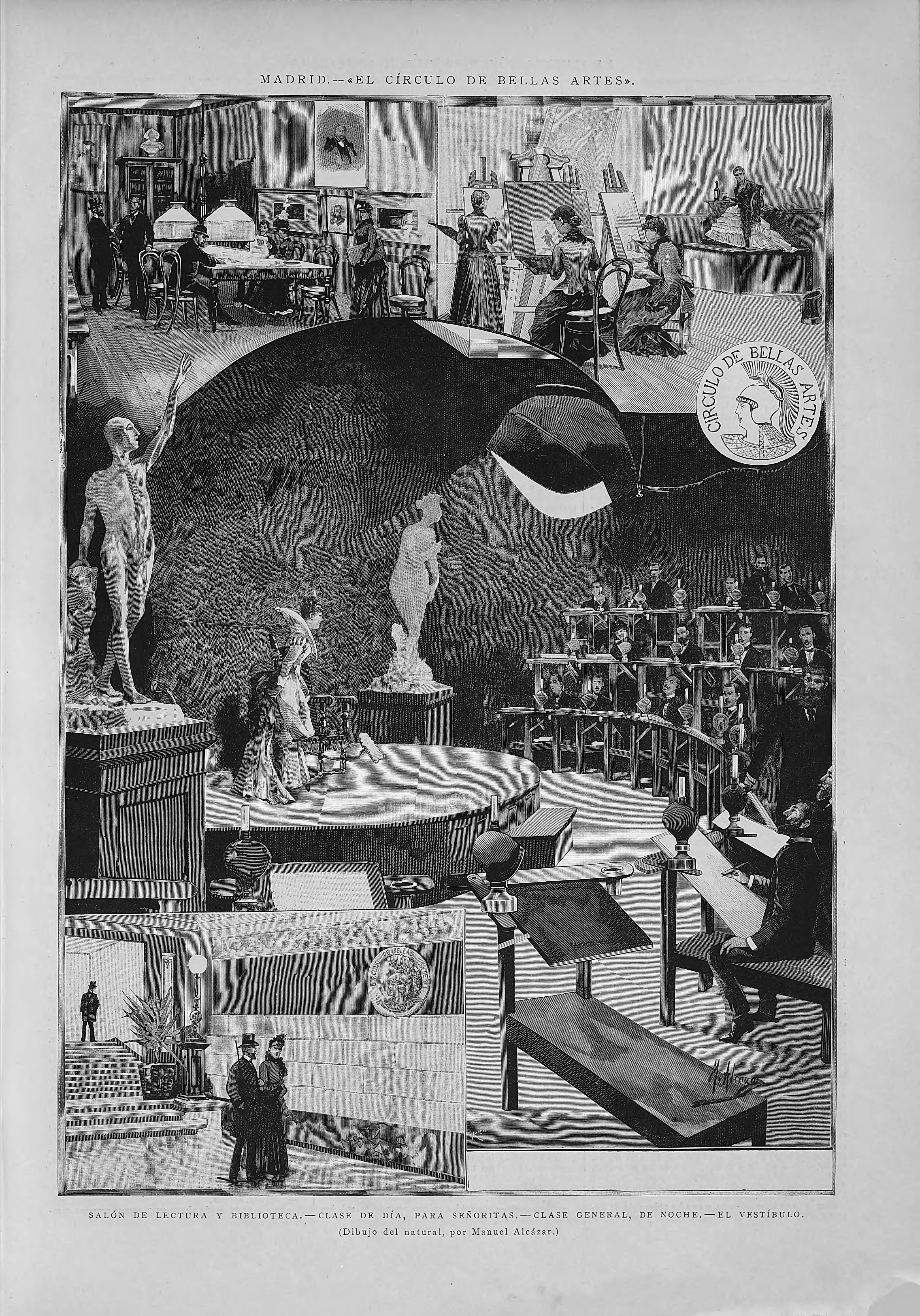
El Círculo de Bellas Artes, par Manuel Alcázar Ruiz.

Par ailleurs, le CBA conserve un patrimoine artistique considérable avec plus de 1 200 peintures, sculptures, gravures, dessins et céramiques, ainsi que des meubles. Le fonds bibliographique et documentaire et notamment constitué du legs de la galeriste Juana Mordó (es), soit plus de 3 000 livres et une collection de 150 livres autographes. Enfin, l'institution conserve un fonds important de revues à thématique artistique et des documents historiques.

## Programmation culturelle
L'objectif principal du CBA est de diffuser les principales manifestations artistiques et culturelles.
Dans ce centre ont lieu plus d'un millier d'événements (expositions, conférences, séminaires, ateliers, concerts, représentations de théâtre ou de danse, publications, cinéma, etc.) par an, coordonnés par leur département correspondant :
Sciences humaines et sociales, et sciences physiques
Le CBA organise des rencontres, conférences, réunions, congrès et présentations de livres sur des thèmes aussi divers et variés que la littérature, la politique, la science et la philosophie.
Arts du spectacle
Le CBA organise tout type de concerts, de pièces de théâtre ou de danse, de concours (littéraires, en particulier), de lectures dramatiques et autres récitals, etc.
Arts plastiques
Les expositions de dessin, peinture, sculpture, gravures, installations, photographie, art digital, céramique, performances et autres manifestations actuelles des arts plastiques ont lieu dans ses quatre salles d'exposition appelées Picasso, Minerva, Goya et Juana Mordó.
Cinéma - Studio
Dans le ciné-studio du CBA sont projetés des cycles de films de genres et provenances variés et des colloques ont lieu avec des personnalités du milieu cinématographique.
Édition et productions audiovisuelles
Le CBA édite les catalogues qui accompagnent les expositions d'arts plastiques qu'il organise. Il publie aussi des œuvres de sa propre production et des œuvres basées sur des conférences, récitals ou rencontres célébrées en son sein. Par ailleurs, le CBA édite la revue Minerva qui se charge de répertorier les manifestations culturelles qui vont avoir lieu dans le CBA et propose des entretiens, des reportages et des documentaires de sa propre production.
En février 2007, le CBA édite le premier documentaire et le premier livre avec la licence Creative Commons. La revue Minerva est également publiée en partie avec cette licence.
Formation et ateliers
Depuis 1983, le CBA organise des ateliers d'art actuel ainsi que des séminaires et des ateliers spécialisés pour enfants et adultes.
Centre de documentation
Le CBA se charge de conserver sa mémoire historique et son patrimoine, ainsi que de gérer les fonds de sa bibliothèque spécialisée en matières artistiques, en histoire et en littérature.
Radio Círculo
Le CBA possède sa propre station de radio (100.4 FM) où sont retransmis les programmes qu'il réalise avec l'équipe du centre et des programmes gérés par des collaborateurs extérieurs, qui traitent des activités du CBA et de l'actualité du monde de la culture.

## Organisation
Le président et le conseil d’administration sont chargés de sélectionner le personnel, dirigé par le directeur de l’institution. Depuis 1995, Juan Miguel Hernández León est le président de l’institution et, depuis 2019, le philosophe Valerio Rocco Lozano en est le directeur.

## Financement
Le CBA possède un financement diversifié. D'une part, il existe un consortium dont les membres apportent différentes contributions économiques à l'institution. Il regroupe la communauté de Madrid, le ministère de l'Éducation, la mairie de Madrid, ainsi que les sociétés Ephimera, Mediapro, Vilaplana et le groupe Azotea. D'autre part, le CBA établit des collaborations et des conventions spécifiques avec d'autres institutions publiques et entreprises privées, tant nationales qu'internationales.

## Récompenses

### Minerves
Le CBA reconnaît et récompense le mécénat des institutions culturelles, des entreprises ou des fondations qui collaborent étroitement avec l'institution en leur décernant les « Minerves ».

### Médailles d'or
Les médailles d'or sont décernées aux créateurs et intellectuels espagnols ou étrangers dont l’œuvre a, selon le CBA, contribué de manière décisive au développement et à la diffusion des arts et de la culture contemporaine. Liste des lauréats :
1965
- Lucero Tena (es), danseuse de flamenco[12]

1976
- Pilar Lorengar, soprano[13]

1991
- Martín Chirino, sculpteur

1996
- Fernando Arrabal, écrivain

1997
- Günter Grass, écrivain et artiste allemand
- Gabriel Cualladó, photographe
- Carmen Martín Gaite, écrivaine
- Francisco Umbral, écrivain
- Ramón Gaya, peintre et écrivain
- Francisco Ayala, écrivain

1998
- Joan Brossa
- Alicia Alonso, danseuse cubaine
- María de Ávila (es), danseuse
- Alvaro Siza, architecte portugais

1999
- Manuel Alexandre, acteur
- Miguel Fisac, architecte et peintre
- Carlos Fuentes, écrivain mexicain
- Antonio Saura, peintre et écrivain

2000
- Eugenio Granell, peintre et écrivain
- José Manuel Caballero Bonald, poète
- Francisco Pino (es), poète

2001
- Emilio Lledó, philosophe
- Juan Hidalgo, compositeur
- Martín Chirino (2e médaille), sculpteur
- Rafael Azcona, scénariste et réalisateur de cinéma
- Amancio Prada, compositeur
- José Luis Gómez, metteur en scène
- Rafael Moneo, architecte

2002
- Hans Magnus Enzensberger, écrivain allemand
- Luis Carandell (es), écrivain
- Carlos Castilla del Pino (es), écrivain
- Ernesto Sábato, écrivain argentin

2003
- Cees Nooteboom, écrivain néerlandais
- Jürgen Habermas, philosophe allemand
- José Monleón Bennácer (es), écrivain et critique
- Ramón Barce (es), compositeur et écrivain
- Juan Eduardo Zúñiga (es), écrivain et critique
- Claudio Magris, écrivain italien

2004
- Eduardo Haro Tecglen (es), écrivain
- Pedro Martínez Montávez (es), écrivain
- Luis Gordillo, peintre
- Leopoldo de Luis (es), poète et critique
- Eugenio Trías (es), philosophe

2005
- Jean Baudrillard, philosophe français
- Massimo Cacciari, philosophe italien
- Elías Querejeta, cinéaste
- Ana María Matute, écrivaine
- Manoel de Oliveira, cinéaste portugais
- Agustín Ibarrola (es), peintre et sculpteur
- Luis de Pablo, compositeur

2006
- John Berger, écrivain britannique
- Antonio Gamoneda, poète
- Carles Santos Ventura, compositeur

2007
- Pierre Boulez, compositeur français
- Alberto Portera (es), expert en peinture et histoire de l'art
- María Corral, commissaire d'exposition

2008
- Theo Angelopoulos, cinéaste grec

2009
- Joseph Rykwert, historien de l'architecture américain
- Núria Espert, actrice
- Toyō Itō, architecte japonais
- Eduardo Galeano, écrivain uruguayen
- Umberto Eco, écrivain italien
- Gerard Mortier, directeur d'opéra belge
- Jean Starobinski, critique littéraire suisse

2010
- Javier Manterola, ingénieur civil
- Antonio Bonet Correa (es), historien de l'art
- Claudio Abbado, chef d'orchestre italien
- Manuel Vicent, écrivain

2013
- Michael Haneke, cinéaste autrichien

2014
- Carlos Oroza (es), poète
- Alberto Zedda, musicologue et chef d'orchestre italien
- Raimon, chanteur
- Fredric Jameson, critique littéraire

2015
- Salman Rushdie, écrivain britannique

2016
- Jordi Savall, musicien

2017
- Gonzalo Suárez, réalisateur et écrivain

2018
- Georges Didi-Huberman, historien de l'art français
- Aki Kaurismäki, réalisateur finlandais
- Slavoj Žižek, philosophe slovène
- Teresa Berganza, chanteuse lyrique
- Javier Solana, homme politique

2019
- Gianni Vattimo, philosophe et homme politique italien

2021
- Sergio Ramírez, écrivain et homme politique nicaraguayen

2022
- Judith Butler, philosophe américaine

2023
- Theodor Kallifatides, écrivain suédois
- Eduardo Souto de Moura, architecte portugais

2024
- El Roto, dessinateur

2025
- Antonio Scurati, écrivain italien

## Distinctions reçues
| Année | Nom                                                                                       | Remise par                                          |
| ----- | ----------------------------------------------------------------------------------------- | --------------------------------------------------- |
| 1980  | Médaille d'or du mérite des beaux-arts                                                    | Ministère de la Culture                             |
| 1981  | Médaille d'or                                                                             | Unicef                                              |
| 1999  | Prix Liber pour la promotion du livre et de la lecture                                    | Fédération de la corporation des éditeurs d'Espagne |
| 2002  | Médaille d'or                                                                             | Mairie de Madrid                                    |
| 2005  | Médaille d'or pour la trajectoire culturelle du CBA à l'occasion de son 125e anniversaire | Communauté de Madrid                                |

## Le CBA dans les arts
- Le film espagnol Beltenebros[15], réalisé par Pilar Miró, donne à voir la façade du bâtiment du CBA.
- Dans le chapitre no 18 de la série Los misterios de Laura, la scène finale a lieu sur l'attique de l'édifice.
- Une photographie du livret du premier album de Mecano, Portada del reloj (1982), réalisée par Alejandro Cabrera, a été prise au milieu des colonnes du bâtiment[16].